# Volborthite
La volborthite est un minéral contenant du cuivre et du vanadium, de formule Cu3V2O7(OH)2·2H2O. Trouvé à l'origine en 1838 dans l'Oural, il a d'abord été nommé knaufite pour ensuite être changé en volborthite en l'honneur d'Alexandre de Volborth (1800–1876), paléontologue russe.
Son symbole IMA est Vbo. La tangéite (ou calciovolborthite), CaCuVO4(OH), lui est étroitement apparentée.

## Occurrence
La volborthite a été décrite pour la première fois en 1837 pour une occurrence dans la mine Sofronovskii, Yugovskii Zavod, près de la ville de Perm, Kraï de Perm, Moyen-Oural, en Russie. 
C'est un minéral d'oxydation rare trouvé dans les minerais de cuivre hydrothermaux contenant du vanadium. Elle est associée à la brochantite, la malachite, l'atacamite, la tangéite, la chrysocolle, la barytine et le gypse. 